# クシノマヴロ

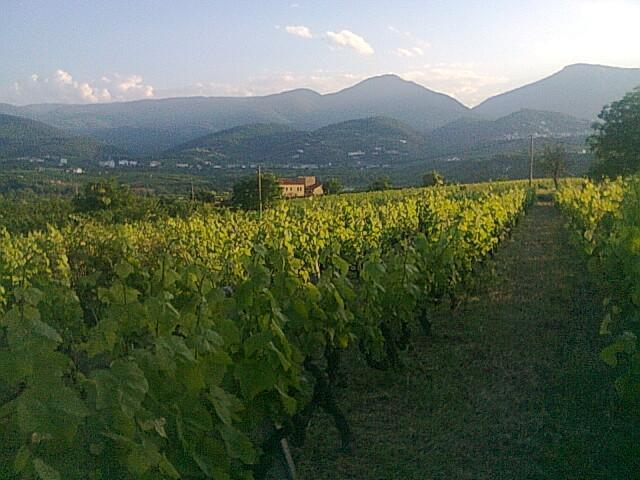
クシノマヴロを生産するナウサのブドウ畑

クシノマヴロ(ギリシア語: Ξινόμαυρο [ksiˈno̞mavro̞])は赤ワイン用ブドウ品種である。

## 生産地域
ギリシャのイマティア県ナウサが原産地であり、ナウサやアミンデオ周辺で主要な品種として使われる。ナウサ、グメニッサ、アミンデオ、ラプサニ、トゥリコモ、シアティスタ、ヴェルベトスで主に栽培されるほか、少量ながらアトス山、オサ山、ヨアニナ、マグネシア、カストリア、トリカラでも栽培される。2010年の栽培面積は1971haであり、ギリシャ以外での栽培は見られなかったが、2013年には世界で2239haに増加し、中国の甘粛省においても栽培が始まっている。
ナウサで造られるクシノマヴロは、ギリシャにおいて最重要かつ高い評価を受けているワインである。ナウサは1971年から保護原産地呼称に登録されており、これはギリシャにおける最初の認定であったが、これにはクシノマヴロを100%使うことが義務付けられている。

## ワインのスタイル
品質の高いものは酸とタンニンが豊富であるため熟成に向く。また、クシノマヴロはバローロのようなイタリア屈指のワインを生むネッビオーロと類似性があると言われるが、遺伝的な関連性はない。グメニッサではネゴスカとブレンドされることもあり、果実味に富んだアルコール度数の高いワインが造られる。